# Hannes Fazekas

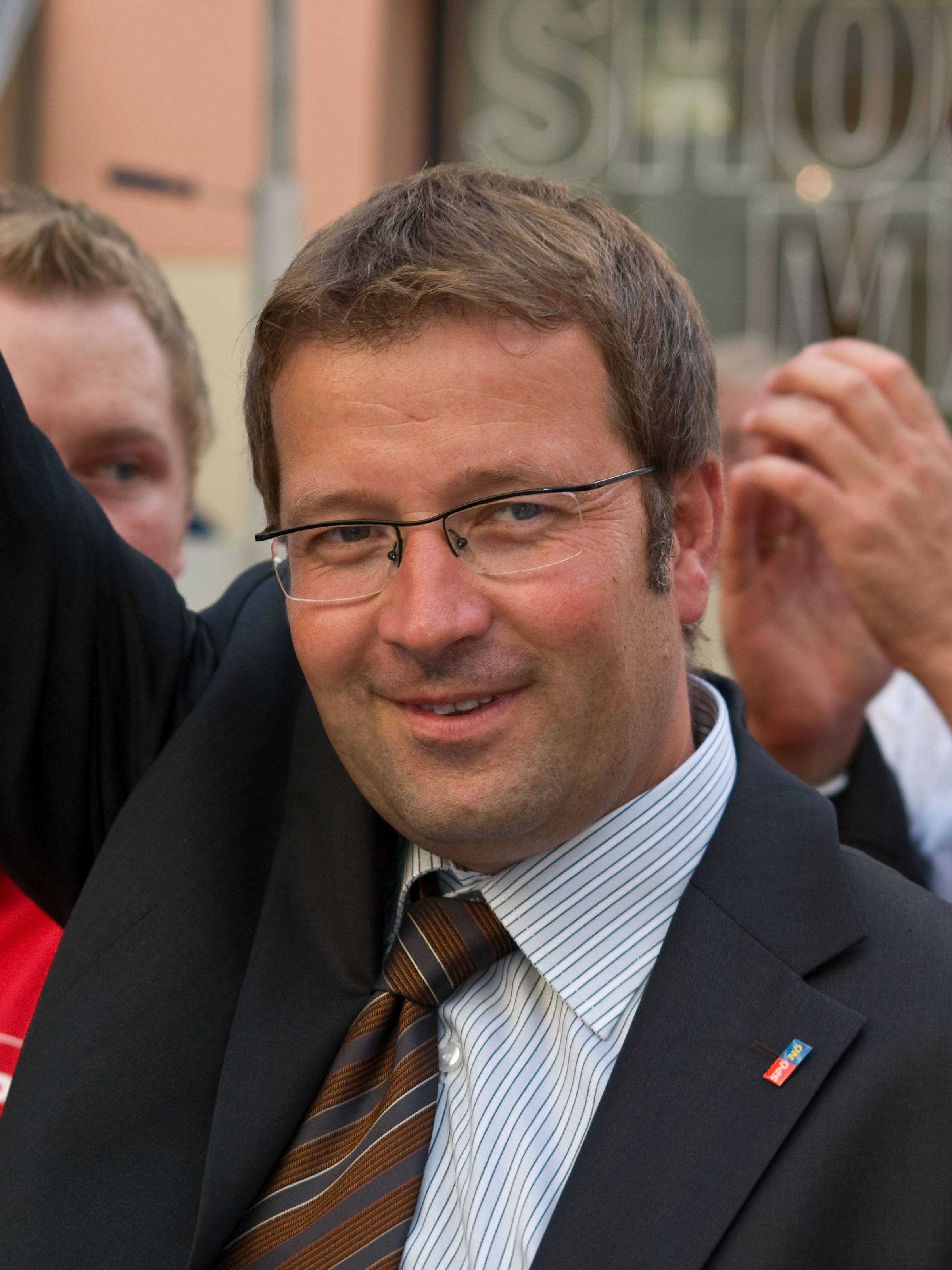
Hannes Fazekas (2008)

Hannes Fazekas (* 9. Dezember 1963 in Wien) ist ein österreichischer Politiker (SPÖ) und Exekutivbediensteter. Fazekas ist seit 1994 Polizeioffizier. Von 2006 bis 2013 war er Bürgermeister der Bezirksstadt Schwechat, von 2006-2013 und 2015-2016 Abgeordneter im Nationalrat. Seit 2019 ist er selbstständiger Trainer und Coach für besondere Auftritte und öffentliche Reden.

## Ausbildung und Beruf
Hannes Fazekas war zwischen 1970 und 1974 an der Volksschule und wechselte danach ans Realgymnasium, das er bis 1979 besuchte. Er trat 1979 in den Exekutivdienst ein und legte zwischen 1984 und 1986 die Beamtenaufstiegsprüfung ab. 1992 - 1994 absolvierte Fazekas die Sicherheitsakademie für Polizeioffiziere.
Es folgten diverse Schwerpunktausbildungen, u. a. in den Bereichen Seiltechnik, Observation und Schießtechnik. In seiner politisch aktiven zeit absolvierte er Fortbildungen in den Bereichen Presse- und Medienarbeit, Rhetorik und Interviewtechnik.
2019 absolvierte er sein Studium der Beratungswissenschaften mit dem Schwerpunkt Bildungsmanagement und Organisations- und Personalentwicklung an der Sigmund Freud Privatuniversität Wien.
Seit 2019 arbeitet Fazekas als selbständiger Auftrittstrainer und systemischer Coach. Er unterstützt Menschen darin in ihrem Auftreten sicherer und stärker zu werden. Ob in Meetings, als Unternehmer, in Bewerbungsgesprächen oder öffentlichen Auftritten aller Art. Zusätzlich unterstützt er in seinen Coachings Klienten, die sich in besonders herausfordernden Situationen befinden.

## Politische Laufbahn
Fazekas ist seit 1983 Mitglied der SPÖ und war ab 1995 in der Sektion Rannersdorf als Vorstandsmitglied aktiv. Zwischen 2000 und 2002 war er Stadtrat von Schwechat und für die Agenden Jugend und Schulen zuständig. Seit 2001 ist er Gemeindeparteivorsitzender der SPÖ Schwechat und von 2002 bis 2013 Bürgermeister von Schwechat. Seit 30. Oktober 2006 vertrat Hannes Fazekas die SPÖ im österreichischen Nationalrat. Er hatte ein Mandat des Landeswahlkreises 3 (Niederösterreich) inne und vertrat die SPÖ in der XXIII. Gesetzgebungsperiode im Hauptausschuss sowie in den Ausschüssen Sportangelegenheiten, Bauten und Innere Angelegenheiten.
In der Legislaturperiode bis 2013 war er zudem noch Mitglied in folgenden Ausschüssen:
Untersuchungsausschuss: Abhör- und Beeinflussungsmaßnahmen im Bereich des Parlaments; Ständiger Unterausschuss des Ausschusses für innere Angelegenheiten; Unterausschuss des Justizausschusses; Ausschuss für innere Angelegenheiten; Ausschuss für Sportangelegenheiten; Justizausschuss; Volksanwaltschaftsausschuss.
Seine politischen Schwerpunkte lagen im Bereich der Bekämpfung der Arbeitslosigkeit, Bildung, Verkehr und Infrastruktur sowie Sicherheit. Im Dezember 2012 richtete der grüne Nationalratsabgeordneten Dieter Brosz eine parlamentarische Anfrage an Justizministerin Beatrix Karl über die Aufhebung der Politischen Immunität von Fazekas. Begründet war dies mit einer vorliegenden Strafanzeige bei der Staatsanwaltschaft Korneuburg betreffend den Betrieb der Mehrzweckhalle Multiversum in Schwechat. Fazekas wurde Betrug, Untreue und Mißbrauch der Amtsgewalt vorgeworfen.
Im Zuge der Nationalratswahl in Österreich 2013 verlor Hannes Fazekas sein Mandat im Nationalrat. Am 29. Oktober 2013 erklärte Hannes Fazekas seinen baldigen Rückzug aus dem Amt des Bürgermeisters von Schwechat, der am 13. November 2013 rechtswirksam wurde. Mit seinem Rücktritt erklärte er zunächst noch seinen Rückzug aus der Politik.
Nach dem Ende August 2015 verkündeten Mandats-Verzicht von Hubert Kuzdas übernahm Fazekas am 15. September 2015, nach knapp zweijähriger Abwesenheit, dessen nun freigewordenes Nationalratsmandat im Landeswahlkreis Niederösterreich. Als im Mai 2016 die Unterrichts- und Frauenministerin Gabriele Heinisch-Hosek aus der Bundesregierung ausschied, nahm sie ihr Mandat an, so dass Hannes Fazekas aus dem Nationalrat ausschied.
Hannes Fazekas stand bis November 2021 vor Gericht bezüglich der Mehrzweckhalle Multiversum in Schwechat und wurde freigesprochen.

## Privates
Fazekas ist seit 1985 verheiratet und hat drei Töchter.

## Belege
1. 1 2 3  Österreichisches Parlament (Seite nicht mehr abrufbar, festgestellt im Juni 2025. Suche in Webarchiven)  Info: Der Link wurde automatisch als defekt markiert. Bitte prüfe den Link gemäß Anleitung und entferne dann diesen Hinweis. Parlamentskorrespondenz vom 30. Oktober 2006
2. ↑  Website des Österreichischen Parlaments-Ausschüsse
3. ↑  parlament.gv.at: Anfrage 13423/J XXIV. GP, abgerufen am 17. Jänner 2013
4. ↑  kurier.at: Schwechater Bürgermeister tritt zurück, vom 29. Oktober 2013

| Personendaten    | Personendaten                                                                           |
| ---------------- | --------------------------------------------------------------------------------------- |
| NAME             | Fazekas, Hannes                                                                         |
| KURZBESCHREIBUNG | österreichischer Exekutivbediensteter und Politiker (SPÖ), Abgeordneter zum Nationalrat |
| GEBURTSDATUM     | 9. Dezember 1963                                                                        |
| GEBURTSORT       | Wien                                                                                    |